# Тренч'янський Град
Тренч'янський Град (словац. Trenčiansky hrad) — замок у західній Словаччині.

## Місцезнаходження
У Тренчині.

## Історія
Замок виник, ймовірно, на місці старого городища. Перші об'єкти, житлова башта і ротонда, були побудовані в XI столітті. Наприкінці XIII століття замок став належати могутньому вельможі Матушу Чаку, який фактично контролював територію цілої Словаччини. В цей час замок був розширений і перебудований. Після смерті Матуша Чака до XV століття замок належав угорському королю. В XV столітті замок став майном Штефана Запольського, який почав велику перебудову всього замку. В 1540—1560 рр. фортифікацію замку посилили італійські архітектори. В 1790 р. замок згорів у пожежі. В XIX столітті замок був законсервований і пізніше було проведено реставраційні роботи. В наш час[коли?] у замку знаходиться Тренчьянський музей.

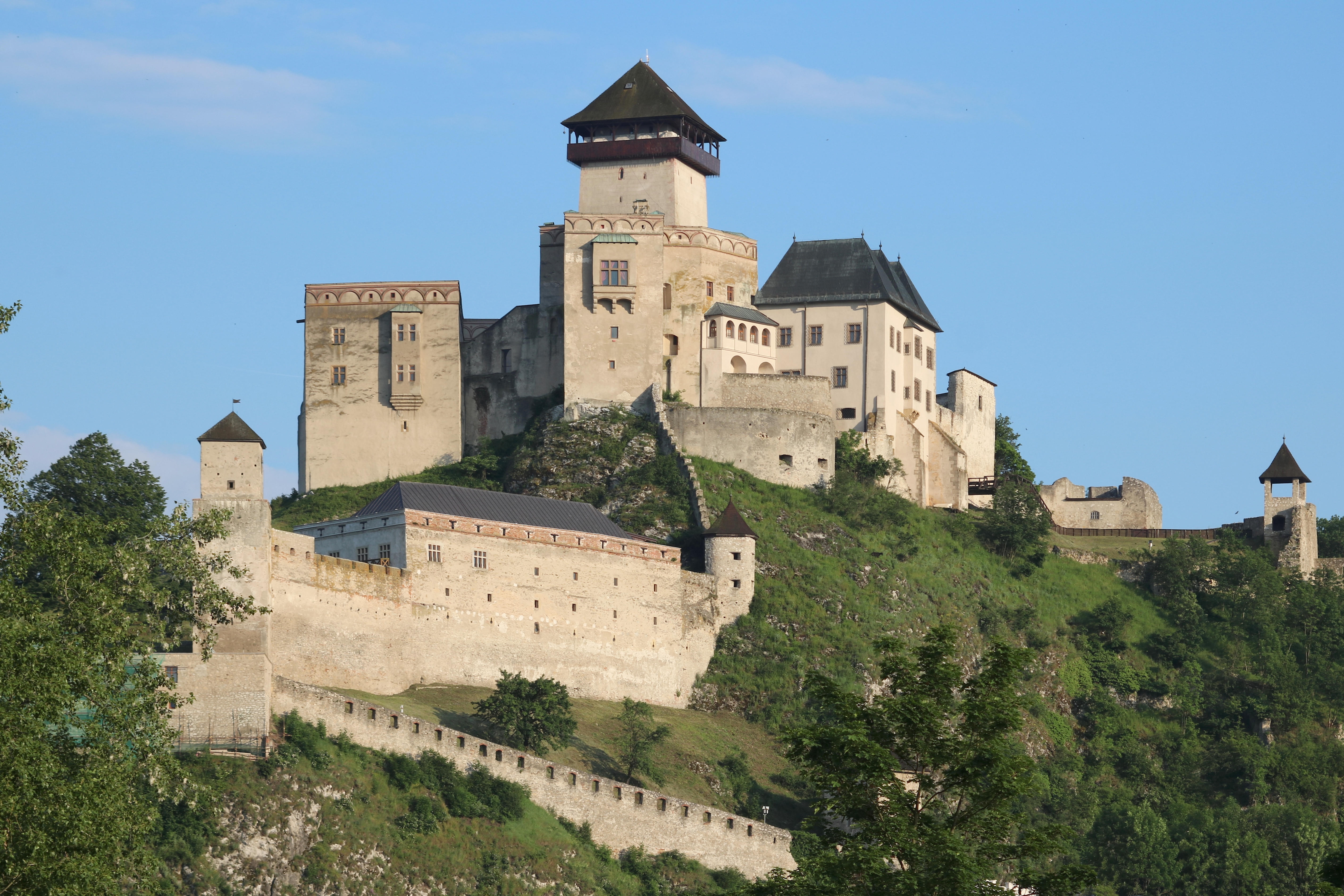
Вид на замок
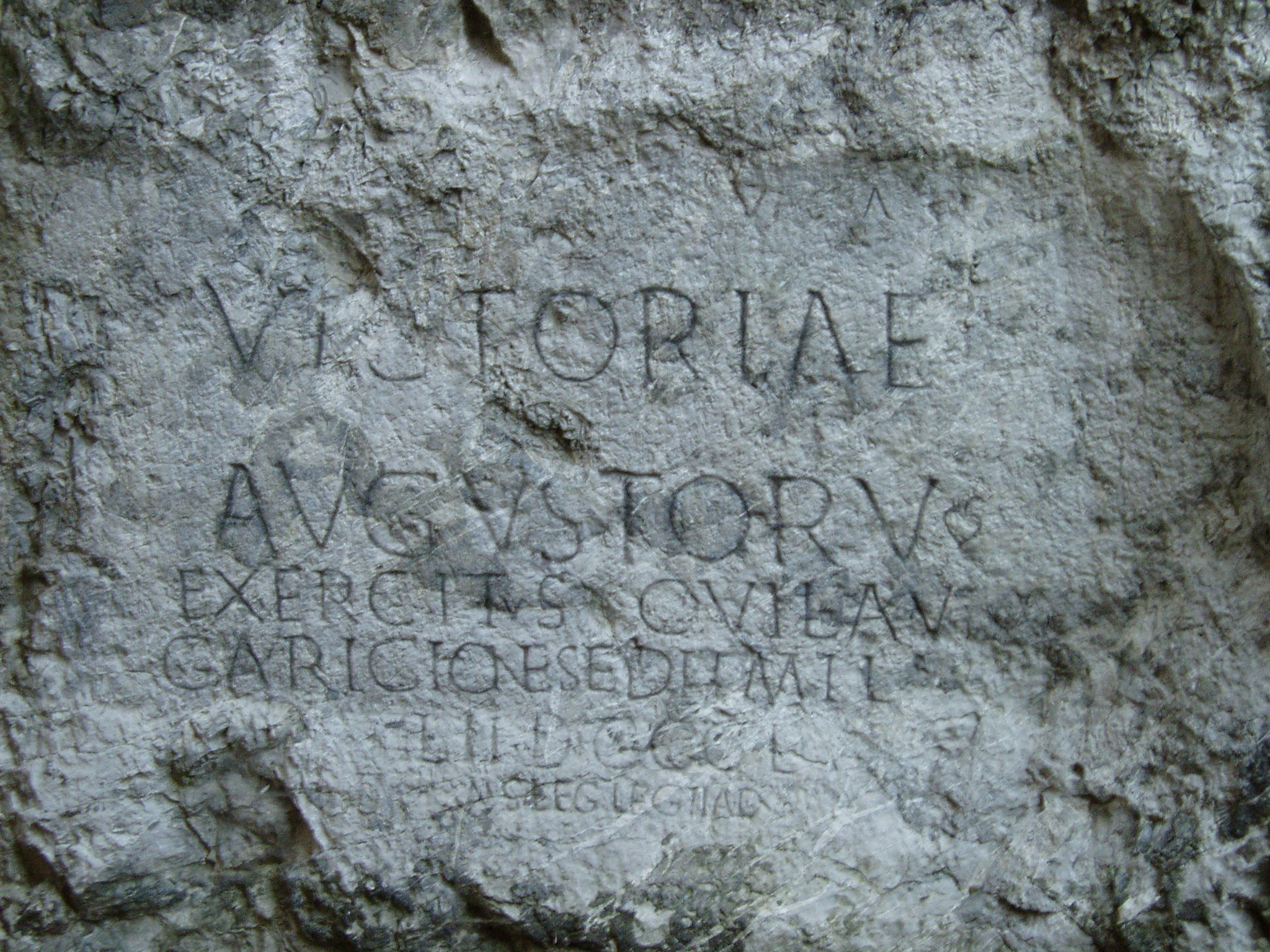
Римські написи на скалі в Тренчині
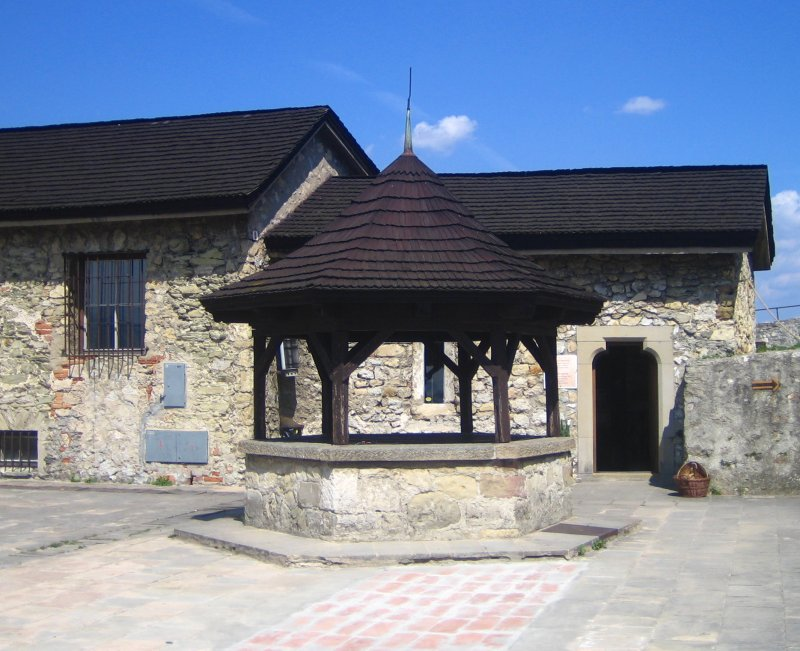
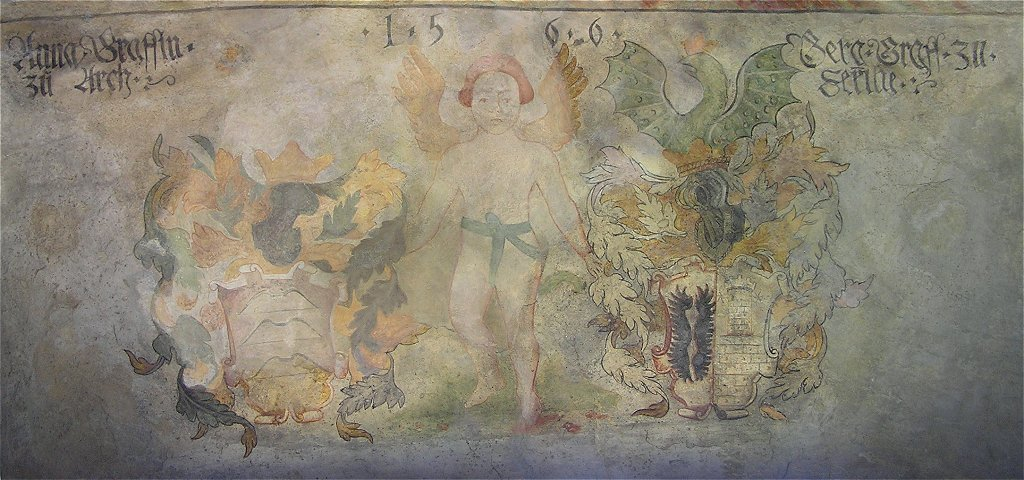
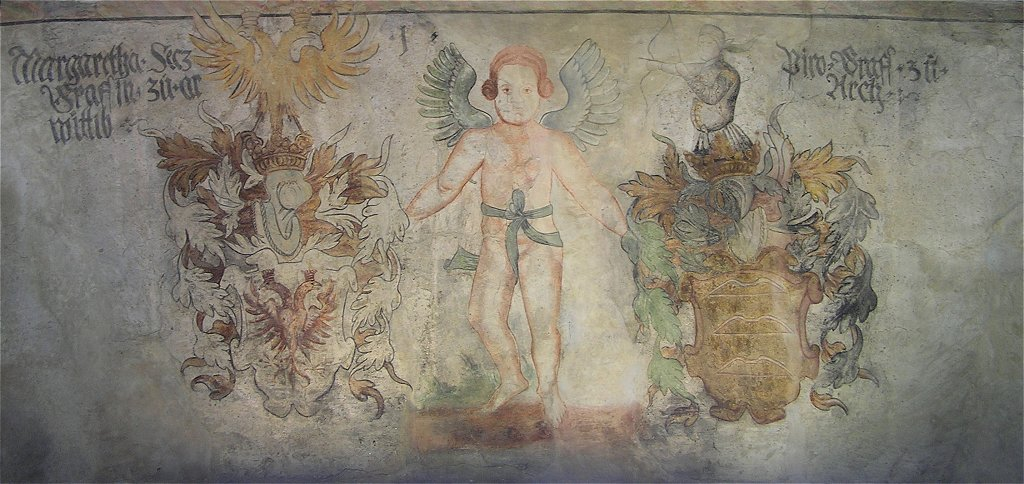
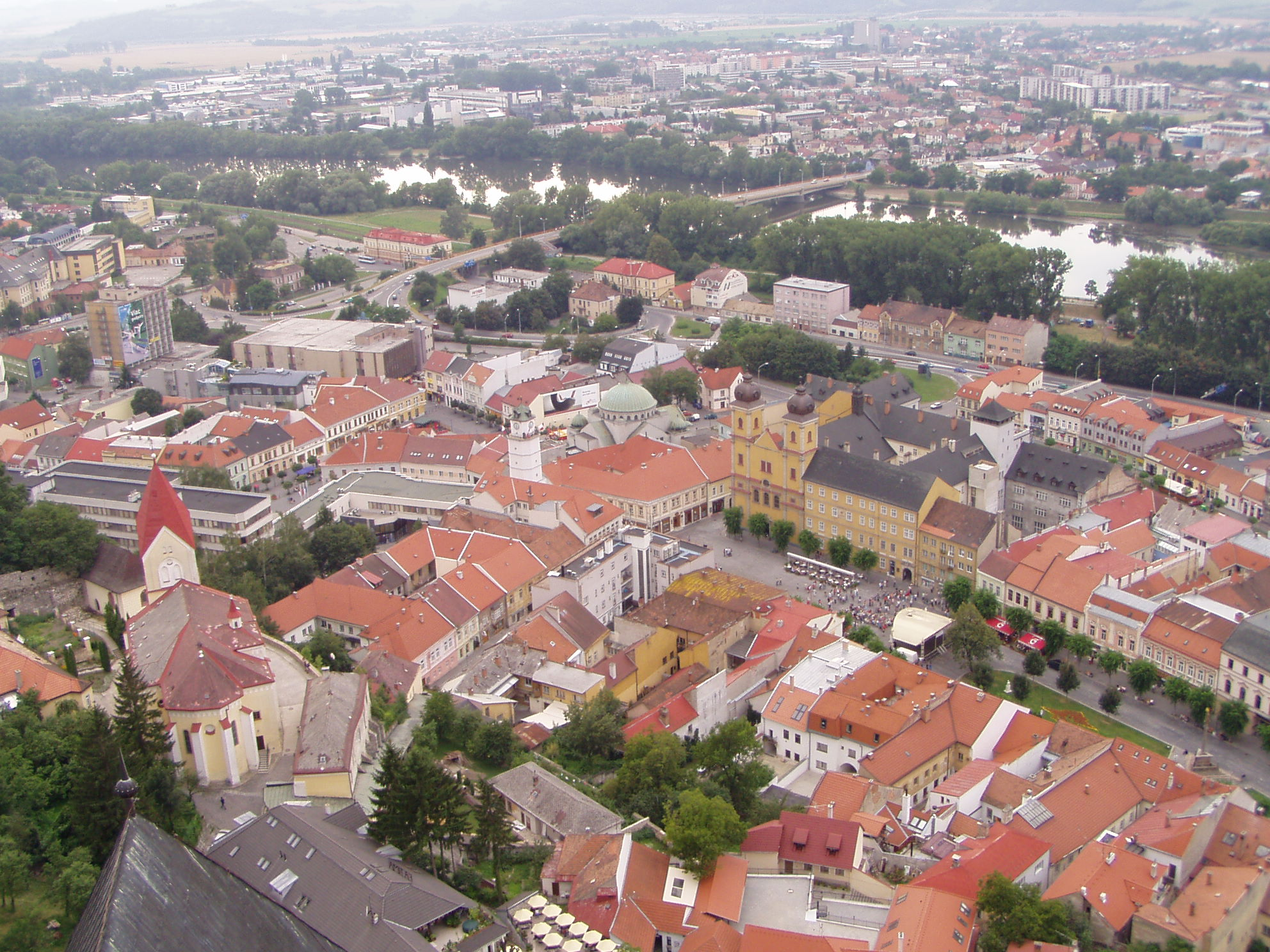
Вид з вежі на місто
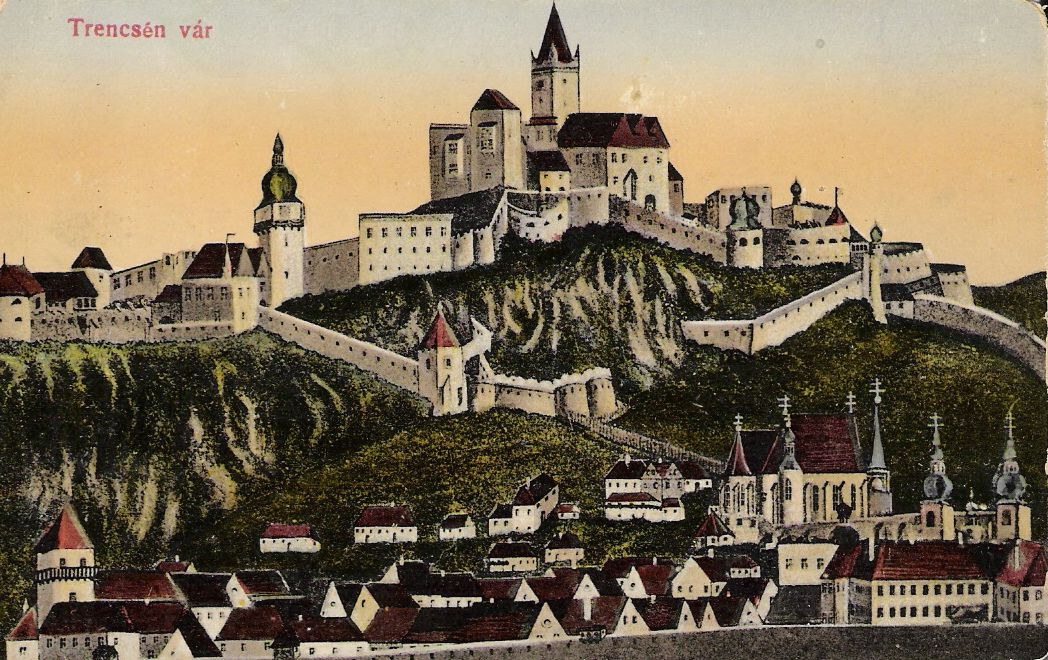
Вигляд замку в 1700 р. на марці 1900 р.